# Station Minden
Station Minden (Bahnhof Minden (Westfalen), ook wel Bahnhof Minden (Westf)) is een spoorwegstation in de Duitse plaats Minden, in de deelstaat Noordrijn-Westfalen. Het is een eilandstation aan de hoofdspoorlijn Ruhrgebied - Hannover (Spoorlijn Hannover - Hamm), Osnabrück - Hannover (Spoorlijn Löhne - Rheine, zijlijn van spoorlijn Hannover-Hamm) en de spoorlijn Nienburg - Minden (Weser-Aller-Bahn). Minden is een knooppunt voor regionaal reizigersvervoer en een internationaal knooppunt voor goederenverkeer. In het station stoppen enkele treinseries van DB Fernverkehr.

## Geschiedenis
Het station werd in 1848 als eindstation door de Köln-Mindener Eisenbahn-Gesellschaft (CME) geopend en kon daarmee door treinen gebruikt worden door de op 15 oktober 1847 geopende traject Hamm-Minden van de CME en het traject Hannover-Minden van de Hannoversche Staatseisenbahnen. Daarmee was het station een grensstation in de belangrijkste oost-westverbinding. Deze functie hield het station tot 1866 toen het Koninkrijk Hannover werd geannexeerd door Pruisen, waardoor treinen van Berlijn naar Keulen kunnen rijden zonder grenscontrole.
In 1898 werd door de Mindener Kreisbahnen bij het station van Minden in de Friedrich-Wilhelm-Straße een lokale spoorlijn naar Uchte, vier jaar later werd een verbinding gemaakt met de staatsspoorweg door de bouw van een nieuw station in de Kaiserstraße. De lokale spoorlijn bleef tot 1957 bestaan, daarna werden de sporen weggehaald.
In 1928 kreeg het station, door de bouw van de Weser-Aller-Bahn, aansluiting naar het noorden in de richting van Bremen.
Het station werd aangevuld met een goederenemplacement en een havenspoorlijn. Na de Tweede Wereldoorlog werd het hoofdkantoor van de Bundesbahn in Minden gevestigd en versterkte het spoor de technische betekenis van het station Minden.

## Locatie van het station

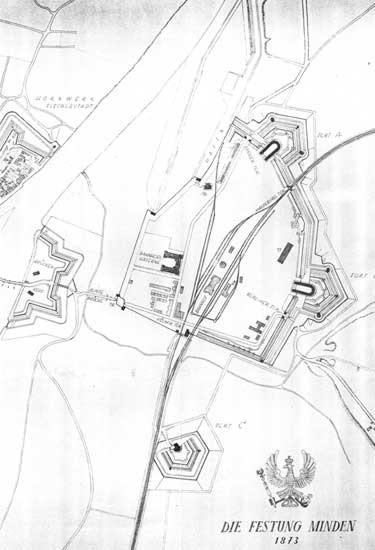
Vestingbouwwerk waarop het station gebouwd werd (1873)

Het oude stadscentrum van Minden ligt aan de linker oever van de Wezer. De CME had de voorkeur voor een station dicht bij het centrum, maar er waren vele discussies over de exacte locatie. Door de smalle bouw van de stadskern en de moeilijke ondergrond in het zuiden, dwong de stad om het station op de rechteroever te bouwen. Dit betekende dat er een spoorbrug over de Wezer bij Rehme gebouwd moest worden, ten zuiden van de Wiehengebergte, en een doorgang tussen de bergruggen bij Porta Westfalica op de smalle rechter oever. Daar moest de rechteroever verbreed worden voordat de spoorlijn aangelegd kon worden. Vervolgens moest de spoorlijn op een dijk worden aangelegd door de uiterwaarde van de Wezer, zodat bij hoogwater de treinen konden blijven rijden. Het station werd in een aparte vesting gebouwd. Het voordeel was wel dat de Hannoversche Staatsbahn haar spoorlijn kon aanleggen zonder een brug over de Wezer te bouwen.

### Stationsvesting
Het nieuwe geplande station Minden kwam buiten de vesting Minden te liggen, midden in onbebouwd gebied. Het leger eiste dat het station werd gebouwd binnen een vesting. De vesting bestond uit een hoge muur in een stervorm en werd tussen 1847 en 1850 gebouwd. In het oosten werd de vesting door drie forten verdedigd. De spoorlijn liep door drie poorten, naar het westen door de Kölner Tor (CME), naar het oosten door de Magdeburger Tor (Hannoversche Staatsbahn) en later vernieuwde naar het westen door de Löhner Tor (Hannoversche Westbahn).
Bij de Wezer werd de stationsvesting door een aantal forten verdedigd. In de relatief grote vesting werd in 1869 een kazerne gebouwd, zodat doorreizende soldaten een onderkomen hadden en niet meer afhankelijk waren van de Minder bevolking.
Na de annexatie van het Koninkrijk Hannover in 1866 door het koninkrijk Pruisen werd de stationsvesting strategisch onnodig, in 1873 opgeheven en in de volgende jaren afgebroken. In 1884 werd in de trajectboog ten noorden van het station een gemeenschappelijke onderhoudsplaats met grote werkplaatsen een locomotiefloodsen gebouwd.

## Het stationsgebouw

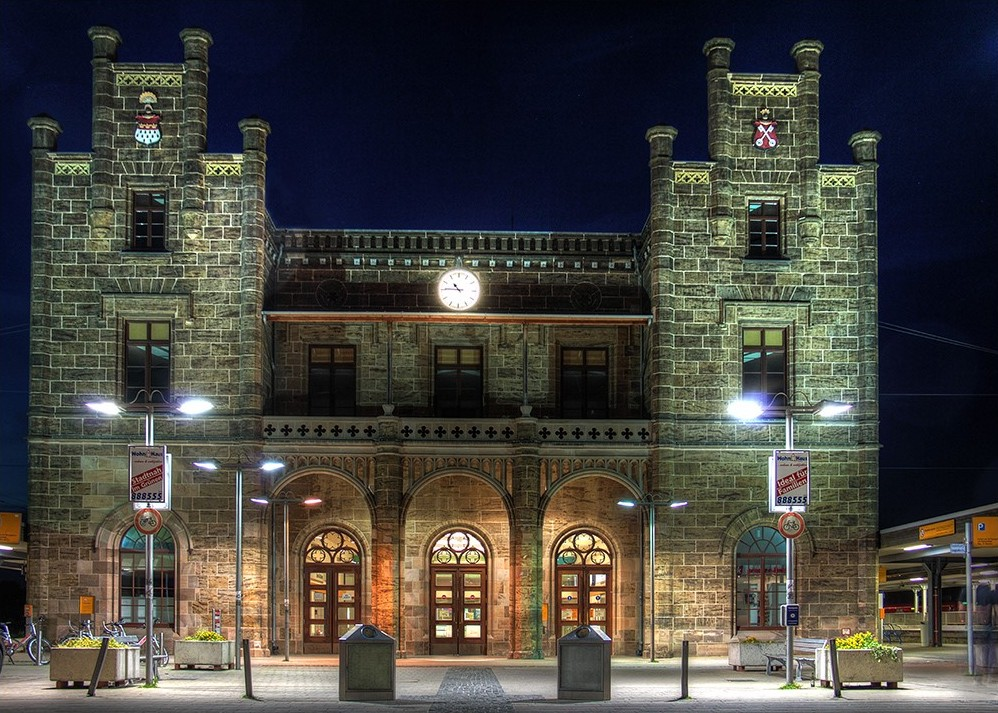
Het station van de Köln-Mindener Eisenbahn-Gesellschaft bij nacht

Het stationsgebouw van de Köln-Mindener Eisenbahn-Gesellschaft werd in 1847 naar plannen van de koninklijke bouwinspecteurs gebouwd en was in 1848 gereed. Bij de start van het treinverkeer op 15 oktober 1847 was het station in ruwbouw gereed. Het station is ontworpen in de romantische stijl, waarbij middeleeuwse torens en kantelen als voorbeeld werden gebruikt. Deze stijl kwam op meer Westfaalse stations voor. Het stationsgebouw is nog een van de weinige overgebleven in deze stijl.
De gevel van het station bestaat uit drie delen, het gebouw zelf bestaat uit twee identieke kopgebouwen. Deze gebouwen zijn verbonden door een één verdieping tellend middengedeelte, waar de loketten en de bagageafdeling waren evenals de douane en de wachtkamers voor de eerste, tweede, derde en vierde klasse. Daarbuiten bevonden zich een restaurant en een pension, dat vroeger een goede reputatie had en veel klanten uit de omgeving trok. Door een brand wordt dit gedeelte niet meer gebruikt.
In de dienstwoning bij de zuidelijke hoofdingang leefde van 1852 tot 1876 de eerste spoorwegingenieur van de CME, getrouwd met Elise Polko. Haar vrienden waren dichters en schilders, en zelf schreef ze ook gedichten en verhalen. Vanaf de zuidelijke uitgang had ze vrij zicht op het gebergte bij Porta Westfalica.
Het stationsplein was op dat moment nog op maaiveldhoogte, tussen de sporen, en alleen te bereiken via beveiligde spoorwegovergangen. Door de uitbreiding van de tram kwam er een tunnel onder de sporen en kon men het station bereiken via een trap. De zuidelijke ingang werd uitgebreid met een uitbouw. De trap werd na een tijd verwijderd en vervangen door een helling. Hierdoor werd ook de uitbouw verwijderd en had men weer zicht op de zuidelijke gevel.
De officiële naam van het station is Minden (Westf), wat uit de Pruisische tijd komt, toen het postadres Minden (Westf) werd.
Het gebouw is opgenomen in de monumentenlijst van de stad Minden.
Het stationsgebouw werd in kader van de 3. Empfangsgebäudepaket NRB in 2013 verkocht.

## Sporenplan
De CME kwam uit het zuiden en bouwde ten westen van het station zijn sporen, de Hannoversche Staatsbahn kwam met een grote curve uit het oosten en legde zijn sporen ten oosten van het station. Beide spoorwegmaatschappijen bouwden aan eigen zijde opstelsporen en werkplaatsen.
Het stationsgebouw staat daarmee in het midden van de sporen van beide spoorwegmaatschappijen. Wie verder wilde, moest zijn trein verlaten, door het station gaan en overstappen op de trein van de andere maatschappij. Deze vorm van een eilandstation kwam in Westfalen alleen bij station Warburg voor.

### Uitbreiding van de sporen en stationsplein
Begin van de 20e eeuw werd overwogen om de spoorlijn uit te breiden naar vier sporen. Dit moest het sterk groeiende treinvervoer opvangen, want begin 20e eeuw reden er al 200 treinen per dag op het traject, met veel goederentreinen. Door de nieuwe sporen werden de reizigers- en goederentreinen ontvlecht. In 1908 was de uitbreiding voor de spoorlijn Minde-Hamm gereed, zodat de extra capaciteit in de Eerste Wereldoorlog gebruikt kon worden. De verdere uitbreiding naar vier sporen in de richting van Wunstorf en Hannover bleef uit.
In kader van deze verbouwing konden de sporen op een hoger tracé worden gelegd. Daardoor werd het mogelijk om de Victoriastraße bij het stationsplein met een brug te kruisen. De sporen werden in het zuiden tot de oude vestingmuur verlegd. Daarmee kon de spoorwegovergang in de Ostweststraße worden vervangen door een brug. Het stationsplein werd aangepast aan de lager gelegen weg door het plein in een helling te leggen. Het stationsplein werd begin 21e eeuw weer veranderd in kader van de herinrichtingsmaatregelen, zodat het station beter bereikbaar werd.

### Elektrificatie
In het jaar 1965 werden de spoorlijnen rond Minden geëlektrificeerd. Op 29 september 1968 kwam het traject Wunstorf-Minden-Hamm onder stroom, 121 jaar na de eerste doorgaande trein. Daarmee konden elektrische treinen het station bereiken. Aansluitend werden een grote werkplaats en twee locomotiefloodsen overbodig, omdat elektrische locomotieven minder onderhoud nodig hebben dan stoomlocomotieven. De gebouwen werden in 1969 gesloopt. Het terrein werd in de loop van de tijd overwoekerd. De Deutsche Bundesbahn sloot tussen 1956 en 1969 77 onderhoudsplaatsen door elektrificatie.

### Mindener Kreisbahnen
De Mindener Kreisbahnen bouwde, toen in meterspoor, noordelijk van het station een nieuw station, om van de staatsspoorwegen naar de Kreisbahn te kunnen overstappen. Doordat er twee spoorbreedtes werden gebruikt, moest bij het overslaan van goederen speciale onderstellen worden gebruikt. Het overslagstation sluit direct aan op het rangeerstation van de staatsspoorwegen. De spoorlijn van de Kreisbahn is later omgezet naar normaalspoor, zodat extra rangeerhandelingen niet meer nodig waren. De aangesloten rangeersporen ten westen van het station aan de Friedricht-Wilhelm-Straße konden toen door alle maatschappijen gebruikt worden en werden onderdeel van het rangeerstation Minden, dat gebruikt werd tot de herstructurering van de Deutsche Bahn in 1997. Er was daar een douanegebouw, een postgebouw en spoorfaciliteiten zoals een locomotiefloods, werkplaats en tankstation.

## Treinverbindingen

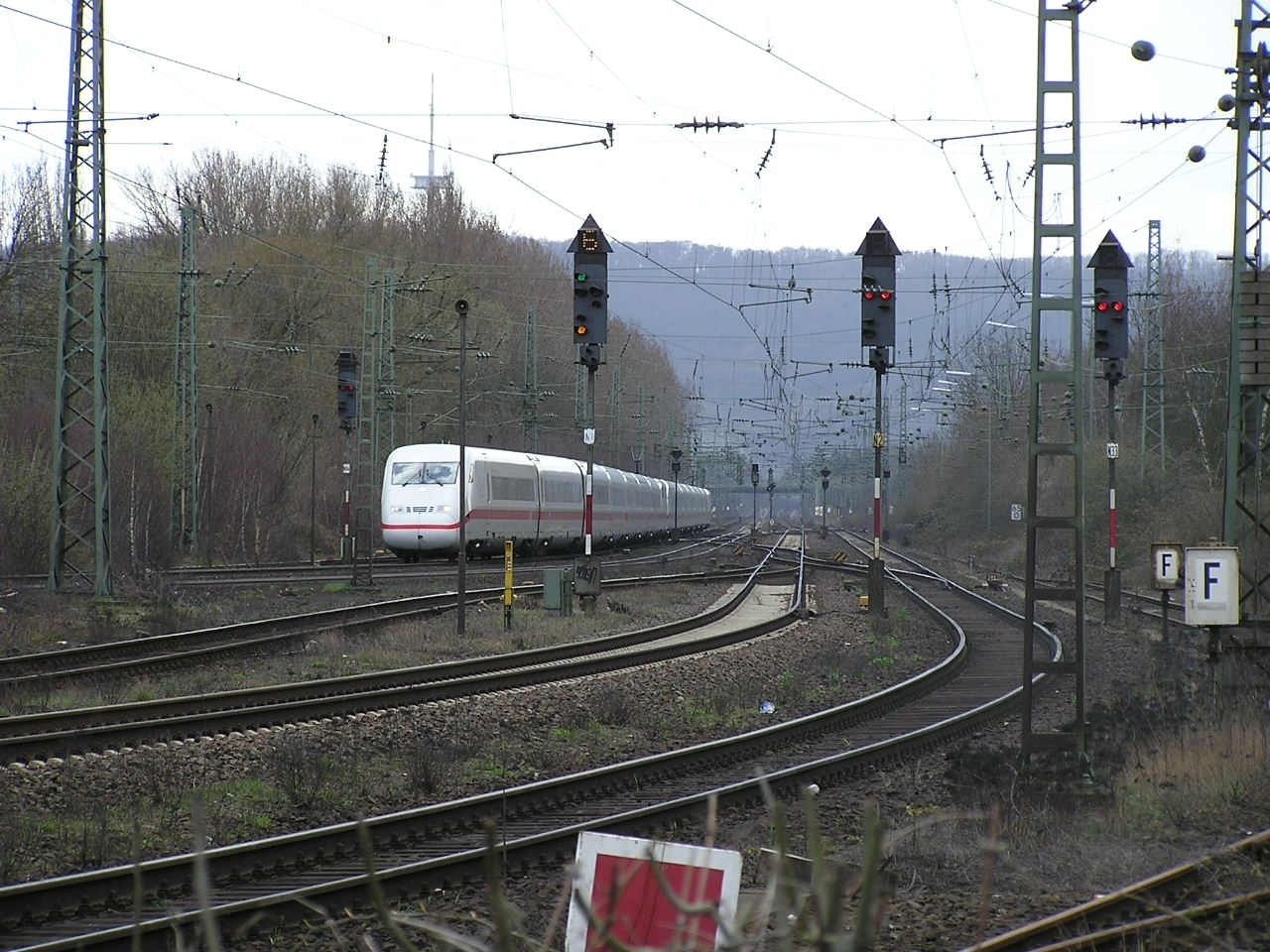
ICE komend vanuit Porta Westfalica, met op de achtergrond het Wezergebergte

Het station is het belangrijkste station in de regio Minden, met rond de 80.000 inwoners. Diverse treinsoorten stoppen in het station, evenals ICE- en IC-treinen.

### Langeafstandstreinen
De volgende langeafstandstreinen doen station Minden aan:
| Serie      | Treinsoort                           | Route | Bijzonderheden                                              |
| ---------- | ------------------------------------ | --- | ----------------------------------------------------------- |
| 100 ICE 43 | Intercity-Express (NS International) | Amsterdam Centraal – Utrecht Centraal – Arnhem Centraal – Oberhausen Hbf – Duisburg Hbf – Düsseldorf Hbf ] / [ Hannover Hbf – Minden (Westf) – Herford – Bielefeld Hbf – Gütersloh Hbf – Hamm (Westf) – Hagen Hbf – Wuppertal Hbf ] – Köln Hbf – Siegburg/Bonn – Frankfurt (Main) Flughafen Fernbahnhof – Mannheim Hbf – Karlsruhe Hbf – Offenburg – Freiburg (Breisgau) Hbf – Basel Bad Bf – Basel SBB                                                                                            | Eén keer per dag tussen Amsterdam en Basel.                 |
| ICE 50     | InterCityExpress (DB Fernverkehr)    | Dresden Hbf – Dresden-Neustadt – Riesa – Leipzig Hbf – Erfurt Hbf – Gotha – Eisenach – Bad Hersfeld – Fulda – [ Hanau Hbf – Frankfurt (Main) Süd – Frankfurt (Main) Flughafen Fernbahnhof ] / [ Frankfurt (Main) Hbf – [ Frankfurt (Main) Flughafen Fernbahnhof – Mainz Hbf – Wiesbaden Hbf ] / [ Darmstadt Hbf – Mannheim Hbf – Neustadt (Weinstr) Hbf – Kaiserslautern Hbf – Homburg (Saar) Hbf – Saarbrücken Hbf ] ] ]                                                                          |                                                             |
| IC 55      | Intercity (DB Fernverkehr)           | Dresden Hbf – Riesa – Leipzig Hbf – Flughafen Leipzig/Halle – Halle (Saale) Hbf – Magdeburg Hbf – Braunschweig Hbf – Hannover Hbf – Bielefeld Hbf – Hamm (Westf) – Dortmund Hbf – [ Hagen Hbf – Wuppertal Hbf – Solingen Hbf – Köln Hbf ] / [ Bochum Hbf – Essen Hbf – Mülheim (Ruhr) Hbf – Duisburg Hbf – Düsseldorf Hbf – Köln Hbf – Bonn Hbf – Koblenz Hbf – Mainz Hbf – Mannheim Hbf – Heidelberg Hbf – Stuttgart Hbf – Ulm Hbf – Memmingen – Kempten (Allgäu) Hbf – Immenstadt – Oberstdorf ] | 1x per dag Leipzig - Oberstdorf via Duisburg en Düsseldorf. |

### Regionale treinen
De volgende regionale treinen doen station Minden aan:
| Serie      | Treinsoort                          | Route | Bijzonderheden                                                                |
| ---------- | ----------------------------------- | --- | ----------------------------------------------------------------------------- |
| RE 6 (RRX) | Regional-Express (National Express) | Köln/Bonn Luchthaven – Köln Hbf – Neuss Hbf – Düsseldorf Hbf – Duisburg Hbf – Essen Hbf – Bochum Hbf – Dortmund Hbf – Hamm Hbf – Gütersloh Hbf – Bielefeld Hbf – Minden (Westf) | Rhein-Weser-Express                                                           |
| RE 60      | Regional-Express (Westfalenbahn)    | Rheine – Osnabrück Hbf – Bünde (Westf) – Löhne (Westf) – Bad Oeynhausen – Minden (Westf) – Hannover Hbf – Lehrte – Braunschweig Hbf                                             | Ems-Leine-Express 1x per twee uur                                             |
| RE 70      | Regional-Express (Westfalenbahn)    | Bielefeld Hbf – Herford – Löhne (Westf) – Bad Oeynhausen – Minden (Westf) – Hannover Hbf – Lehrte – Braunschweig Hbf                                                            | Weser-Leine-Express 1x per twee uur                                           |
| RE 78      | Regional-Express (eurobahn)         | Bielefeld Hbf – Herford – Löhne (Westf) – Bad Oeynhausen – Minden (Westf) – Nienburg (Weser)                                                                                    | Porta-Express 1x per twee uur, in het weekend enkele treinen Bielefeld-Minden |
| RB 76      | Regionalbahn (DB Regio Nord)        | (Verden (Aller) – Rotenburg (Wümme) | Weser-Aller-Bahn 1x per twee uur Verden-Rotenburg (1x per uur in de spits).   |
| S1         | S-Bahn (DB Regio Nord)              | Minden (Westf) – Haste – Seelze – Hannover Hbf – Weetzen – Barsinghausen – Haste                                                                                                |                                                                               |

### Ontsluiting van het station
De inwoners van Minden waren terughoudend in het gebruik van het station. De rechteroever van de Wezer was niet bebouwd en lag op afstand van het centrum. Na de opheffing van de stationsvesting in 1873 werd het gebied rond het station bebouwd. Rond het nieuwe station ontstond een nieuwe wijk, namelijk Laxburg'. De wijk is gekenmerkt door de stationskazerne, goede woningen en gebouwen van de spoorwegen.
Om de aansluiting tot de stad te verbeteren, bouwde de Mindener Kreisbahn een zijlijn, die ten oosten van de Wezerbrug van de Kreisbahnen aan de oude vestingmuur, langs de Hafenstraße en de Kaiserstraße naar het station van Minden geleid werd. Op de locatie van de Parkeer en Reisplaats bevond zich tot 1957 het Kreisstation Minden Staatsbahn (later Minden Reichts- respectievelijk Bundesbahnhof). Zuidelijk van het tweesporige station bevond zich een één etage hoge stationsgebouw met wacht-, dienst- en bagageruimte in het vakwerkgebouw (afgebroken in 1958). Van hier reden treinen naar Hille-Lübbecke en Uchte. en bediende het ten noorden van de binnenstad gelegen stations Minden Stadt en Oberstadt. Deze stations lagen net buiten de stad, waardoor het station Minden ook een verbinding kreeg met het tramnetwerk van Minden. Het Kreisstation werd samen met de omsporen naar normaalspoor opgericht. Gepland was de opening van het Kreisstation in 1898, maar de eerste trein reed pas in 1902. De verbinding met het station van Minden was ongeveer 5 minuten lopen.
Als ontsluiting van het station bestond er in 1884 een paardenbuslijn. Meerdere pogingen voor een paarden- of stoomtram haalde het niet. Zo werd onder andere de verkeersveiligheid en de draagkracht van de Wezerbrug ter discussie gesteld. Pas na de nieuwbouw van de brug (1915) en na de Eerste Wereldoorlog kon in december 1920 een elektrische tramlijn uit de binnenstad naar het station geopend worden. In de jaren '30 reed deze trein in een 10 minutenfrequentie. In mei 1957 werd de lijn opgeheven door bussen, die later doorreden naar Rodenbeck. Een deel van de verbinding werd ook overgenomen door de buslijn Minden-Hausberge (tot 1965).

### Situatie in 2022
Rondom het station zijn er 200 gratis P en R plaatsen voor forenzen, evenals 100 betaalde parkeerplaatsen. Voor de hoofd- en oostingang is er een taxistandplaats.
Aan de oostzijde van het station ligt het busstation. Het ligt aan de andere zijde van de sporen en is via een tunnel onder de sporen te bereiken. Vanaf hier vertrekken stads- en regionale bussen. Het is niet de belangrijkste halte van Minden. De halte ZOB Minden (centrale busstation), twee haltes vanaf het station, is een belangrijk overstappunt en bieden verbindingen met alle wijken van Minden en de regio.
Fietsers kunnen in een gebouw (gebouwd in 2002) tussen de sporen 1 en 10 vanaf 2003 440 fietsen plaatsen onder camerabewaking. Deze fietsenstalling heeft de mogelijkheid om de fiets te wassen en kleine reparaties te doen. Andere fietsenstallingen bevinden zich bij de hoofd- en oostingang.

## Faciliteiten op het station
In het stationsgebouw is er een Reisezentrum van de Deutsche Bahn met kaartenautomaten en een InfoPoint. In de hal een stationsboekhandel en een bakkerij.
Het station is toegankelijk ingericht. Alle perrons zijn met liften of via hellingen bereikbaar. Daarnaast zijn er blindengeleidelijnen.
Hannover Hbf ·
Hannover-Nordstadt ·
Hannover-Leinhausen · 
Letter ·
Seelze ·
Dedensen/Gümmer ·
Wunstorf ·
Haste ·
Lindhorst ·
Stadthagen ·
Kirchhorsten ·
Bückeburg ·
Minden (Westf) ·
Porta Westfalica ·
Bad Oeynhausen ·
Löhne (Westf) ·
Hiddenhausen-Schweicheln ·
Herford ·
Brake ·
Bielefeld Hbf ·
Brackwede ·
Isselhorst-Avenwedde ·
Gütersloh Hbf ·
Rheda-Wiedenbrück ·
Oelde ·
Neubeckum ·
Ahlen (Westf) ·
Heessen ·
Hamm (Westf)